# Lugađija (Đakovica)
Pour l’article homonyme, voir Lugađija (Peć).
Llugagji en albanais et Lugađija en serbe latin (en serbe cyrillique : Лугађија) est une localité du Kosovo située dans la commune/municipalité de Gjakovë/Đakovica, district de Gjakovë/Đakovica (Kosovo) ou de Pejë/Peć (Serbie). Selon le recensement kosovar de 2011, elle compte 424 habitants.
Le village est également connu sous le nom albanais de Llugaxhi.

## Démographie

### Évolution historique de la population dans la localité
| 1948 | 1953 | 1961 | 1971 | 1981 | 1991 | 2011 |
| ---- | ---- | ---- | ---- | ---- | ---- | ---- |
| 83   | 100  | 115  | 139  | 73   | 151  | 424  |

|  |

### Répartition de la population par nationalités (2011)
En 2011, les Albanais représentaient 95,58 % de la population.